# Georges Méker
Georges Méker est un ingénieur né le 30 avril 1875 à Saint-Maurice (Val-de-Marne) et mort le 10 janvier 1976 à Asnières-sur-Seine. Sa famille est originaire de Lemud, en Moselle. 

## Biographie
Il est ingénieur de la 12e promotion (1896) de l'École supérieure de physique et de chimie industrielles de la ville de Paris. En 1903, il brevète le bec Meker.
En 1929, son fils, Pierre Méker est également ingénieur de l'école de physique et chimie de Paris (45e promotion). Sont également ingénieurs ESPCI, le frère de Georges, Paul Alfred Méker (2e promotion) et son cousin Paul Léon Méker (15e promotion).
Georges Méker, en 1935, organise le jubilé Louis Lumière à la Sorbonne, pendant lequel il fait un discours.